# Rudford
Rudford är en by i civil parish Rudford and Highleadon, i distriktet Forest of Dean, i grevskapet Gloucestershire i England. Byn är belägen 6 km från Gloucester. Civil parish hade 114 invånare år 1931. Byn nämndes i Domedagsboken (Domesday Book) år 1086, och kallades då Rudeford.